# Stig Swanstein
Stig Nils Sigvard Swanstein, född 26 november 1917 i Karlskrona amiralitetsförsamling i Blekinge län, död 12 februari 1990 i Stockholms domkyrkoförsamling i Stockholm, var en svensk ämbetsman.

## Biografi
Swanstein avlade studentexamen 1936 och juris kandidatexamen vid Stockholms högskola 1941 samt gjorde tingstjänstgöring i Östra och Medelstads domsaga 1942–1945. Han var anställd vid länsstyrelsen i Blekinge län 1945–1951, varefter han var kanslichef i Byggnadsberedningen 1951–1952, länsassessor vid länsstyrelsen i Västernorrlands län 1953–1954 och utredningssekreterare 1955–1957. Han var sakkunnig i Statsrådsberedningen 1957–1959 och byråchef där 1959–1962, varefter han var avdelningschef vid Försvarsdepartementet 1962–1965. Han var landssekreterare vid länsstyrelsen i Blekinge län 1965–1968 och vid länsstyrelsen i Uppsala län 1968–1971, där han 1971 var länsråd och ställföreträdare för landshövdingen. Åren 1971–1983 var han generaldirektör och chef för Fortifikationsförvaltningen.
Stig Swanstein invaldes 1967 som ledamot av Kungliga Krigsvetenskapsakademien och 1976 som hedersledamot av Kungliga Örlogsmannasällskapet.